# Oenomys ornatus
Oenomys ornatus är en däggdjursart som beskrevs av Thomas 1911. Oenomys ornatus ingår i släktet rostnosråttor och familjen råttdjur. IUCN kategoriserar arten globalt som livskraftig. Inga underarter finns listade i Catalogue of Life.
Denna gnagare förekommer i västra Afrika från Sierra Leone till Ghana. Arten hittas ofta i låga bergstrakter. Habitatet utgörs av skogsgläntor i regnskogen som är täckta av gräs och annan växtlighet. Arten besöker även jordbruksmark nära skogarna.
Arten når en kroppslängd (huvud och bål) av 13,0 till 15,7 cm, en svanslängd av 17,5 till 20,0 cm och en vikt av 80 till 103 g. Bakfötterna är 3,0 till 3,5 cm långa och öronen är 1,2 till 1,8 cm stora. På ovansidan förekommer gröngrå till grönbrun päls. Ett undantag är stjärten och låren som bär är ljus rödbruna. Även kinderna och nosen har en roströd färg. Dessutom förekommer rödaktiga hår på öronen. Den långa svansen har en brunaktig ovansida samt en gulaktig undersida. Förutom fjäll förekommer bara några glest fördelade hår på svansen. De flesta honor hade ett par spenar vid bröstet och två par vid ljumsken.